# Subantarctia stewartensis
Subantarctia stewartensis är en spindelart som beskrevs av Forster 1956. Subantarctia stewartensis ingår i släktet Subantarctia och familjen Orsolobidae. Inga underarter finns listade i Catalogue of Life.